# Корпус бронеавтомобілів з клиноподібним днищем

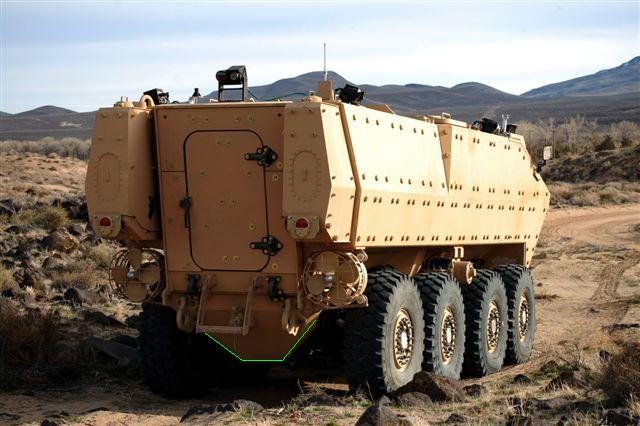
Клиноподібне днище корпуса Marine Personnel Carrier (виділено зеленим).

Корпус бронеавтомобілів з клиноподібним днищем або V-подібною нижньою частиною (англ. V-hull) — конструктивне рішення бронювання для бронеавтомобілів, бронетранспортерів (БТР) та бойових машин піхоти (БМП). Практичне застосування розпочалось в 1970-ті роки під час війни в південній Родезії з використанням родезійських розвідувальних автомобілів Leopard, БМП Ратель та Buffel.

## Конструкція
Корпус бронеавтомобілів з клиноподібним днищем призначений для підвищення протимінної стійкості, і, відповідно, живучості машини на полі бою шляхом відхилення в боковому напрямі фугасної дії (імпульсу тиску продуктів вибуху) протитанкової міни або саморобного вибухового пристрою. Нахилена під деяким кутом броня забезпечує додатковий захист від куль шляхом збільшення товщини броні, який має подолати куля, або підвищенням ймовірності відбиття кулі.
Таке рішення, окрім перерозподілу енергії вибуху, забезпечує збільшення кліренсу та висоти днища (підлоги бойового та десантного модулів). Окрім надання днищу бронекорпуса раціональних кутів нахилу, необхідною умовою протимінної стійкості є підсилення самого днища за рахунок збільшення товщини бронелиста, або ж конструктивним шляхом, наприклад, використанням W-подібної форми корпуса та днища (англ. Double V-Hull), як це реалізовано в новій модифікації БТР «Страйкер» DVH
Корпус з клиноподібним днищем може бути виконаний за схемою монокок, або ж встановлюватись як додаткове бронювання на автомобільне шасі. В деяких моделях, наприклад Cougar H, монокок встановлений над підвіскою, приносячи її в жертву заради захисту екіпажу.

## Галерея

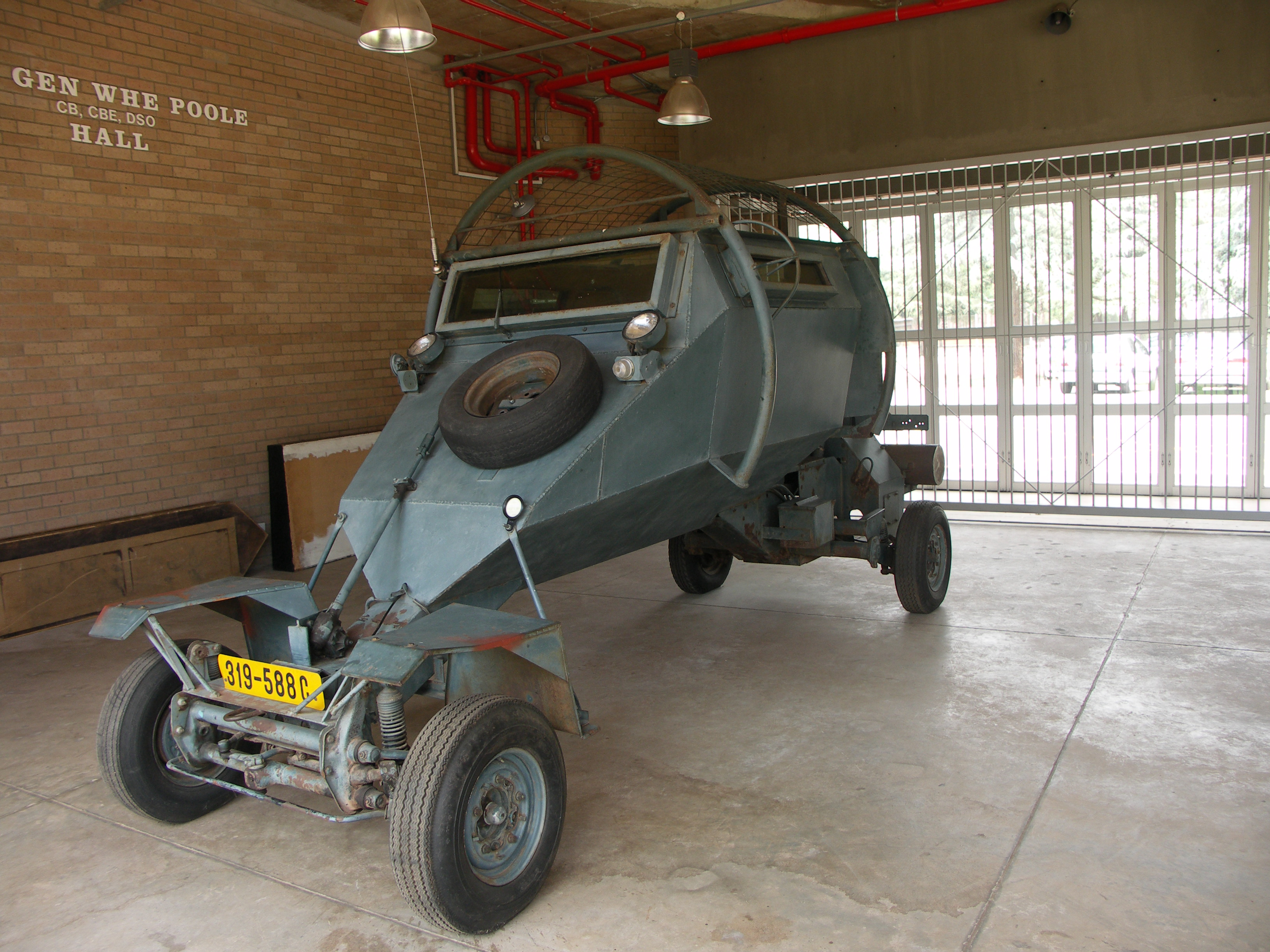
Родезійський Leopard[en], один з перших бронеавтомобілів з клиноподібним днищем. Використовувався під час війни в Південній Родезії.
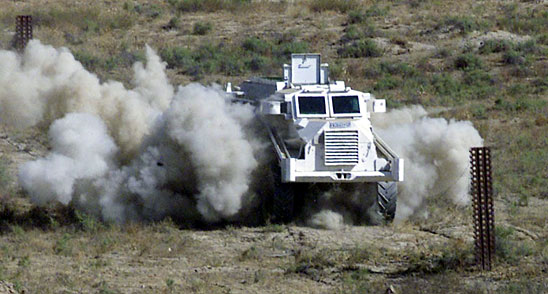
Casspir на розмінуванні на авіабазі Баграм.
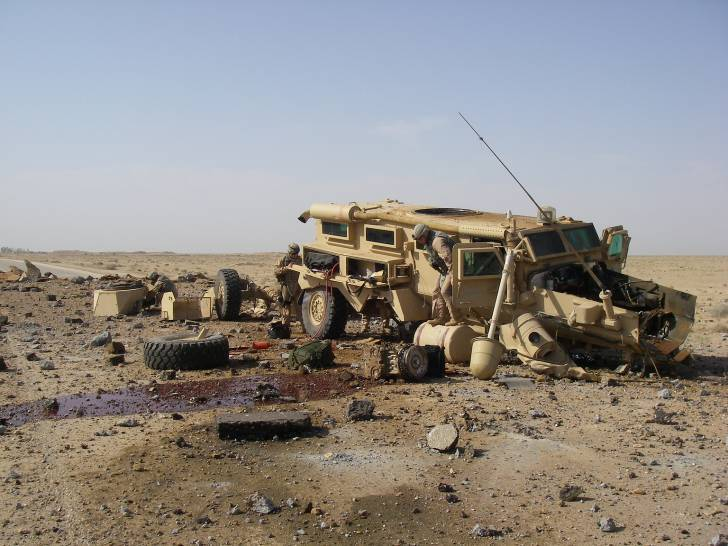
БТР Cougar після підриву на потужному СВП в Іраку, весь екіпаж вижив.
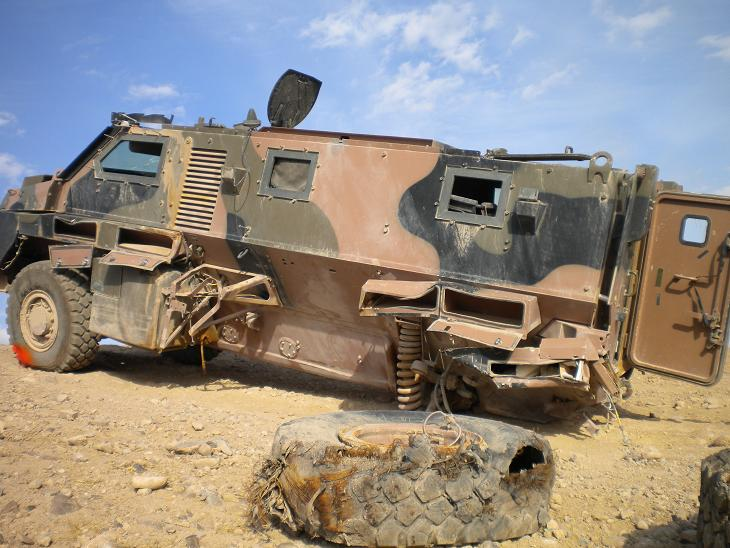
Неушкоджений корпус БТР Bushmaster після підриву на СВП.
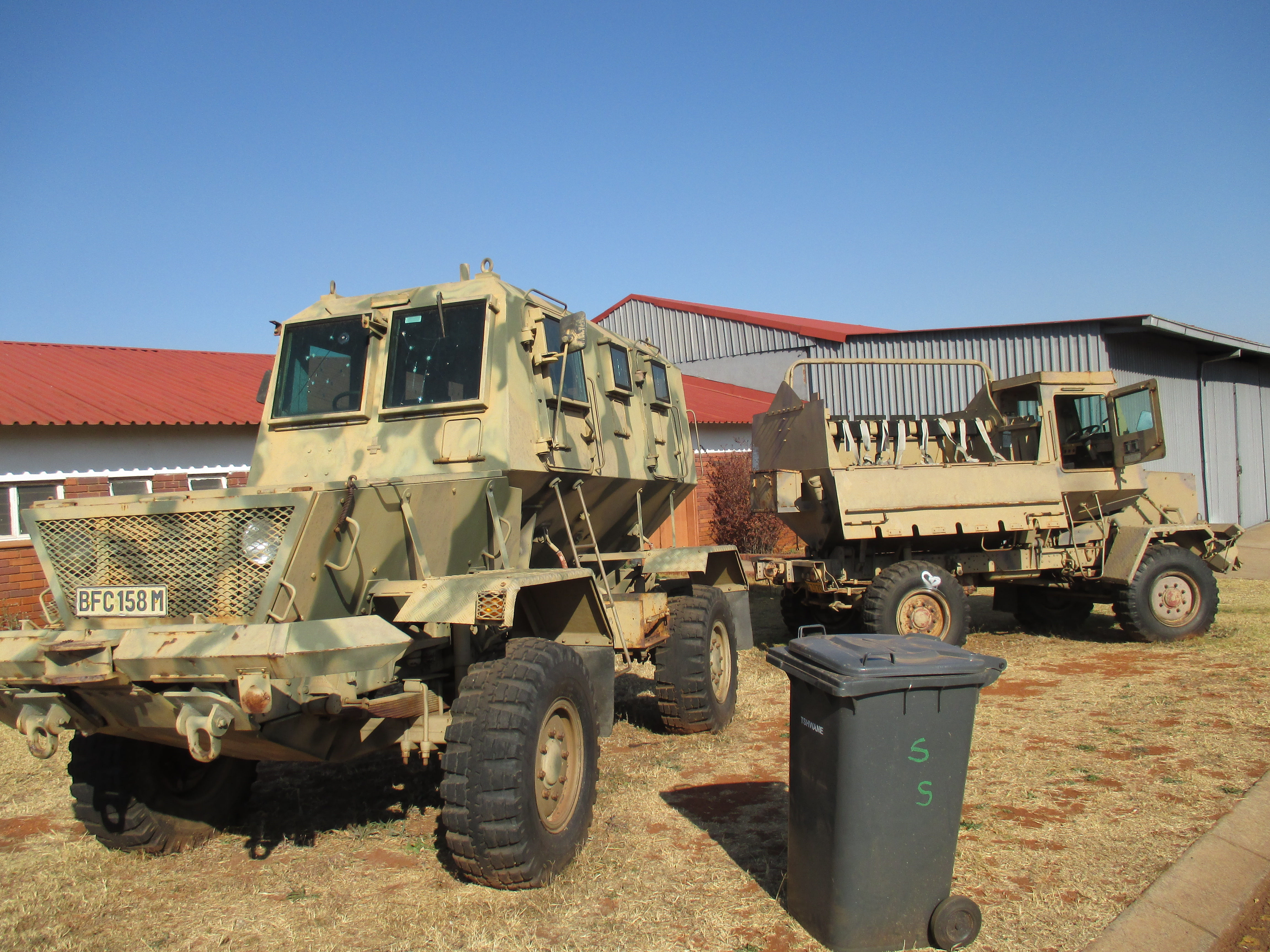
Різновид Buffel на військовій повітряній базі Swartkop.
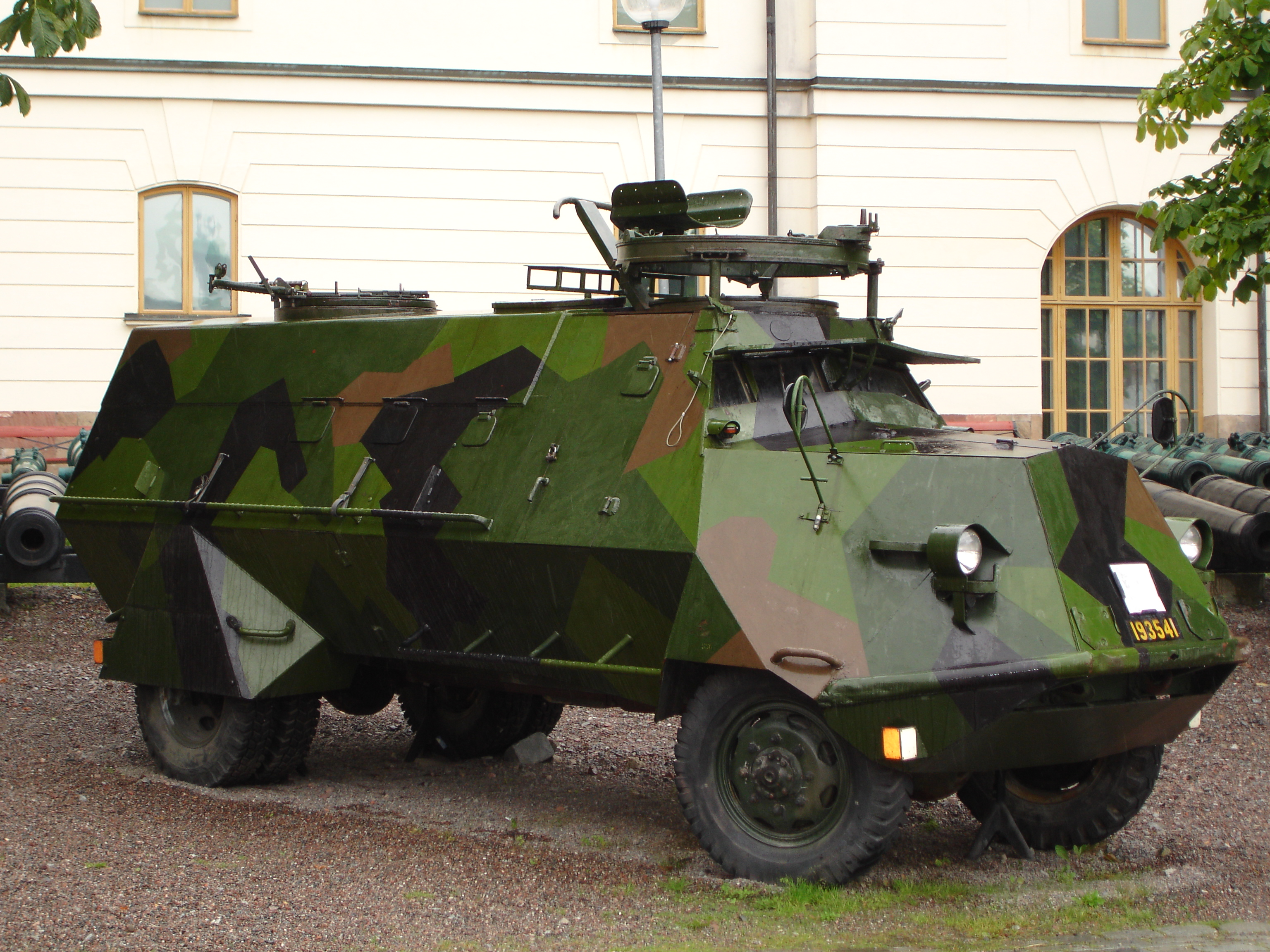
Tgbil m/42 KP, один з перших бронеавтомобілів з клиноподібним днищем в збройних силах Швеції. Стояв на службі з 1942 до початку 1990-тих, брав участь в збройних зіткненнях під час конголезької кризи.